# Municipio de Sully
El municipio de Sully (en inglés: Sully Township) es un municipio ubicado en el condado de Tripp en el estado estadounidense de Dakota del Sur. En el año 2010 tenía una población de 23 habitantes y una densidad poblacional de 0,25 personas por km².

## Geografía
El municipio de Sully se encuentra ubicado en las coordenadas 43°23′35″N 99°35′0″O / 43.39306, -99.58333. Según la Oficina del Censo de los Estados Unidos, el municipio tiene una superficie total de 92.7 km², de la cual 92,29 km² corresponden a tierra firme y (0,44 %) 0,41 km² es agua.

## Demografía
Según el censo de 2010, había 23 personas residiendo en el municipio de Sully. La densidad de población era de 0,25 hab./km². De los 23 habitantes, el municipio de Sully estaba compuesto por el 73,91 % blancos, el 4,35 % eran amerindios, el 4,35 % eran asiáticos y el 17,39 % eran de una mezcla de razas. Del total de la población el 0 % eran hispanos o latinos de cualquier raza.